# 李乃暨
李乃暨（1915年—2005年），男，浙江嘉善人，中国火药与固体推进剂技术专家，曾任中国航天工业总公司第四研究院科学技术委员会副主任，第六、七届全国政协委员。